# ترشی گلک موسیر
ترشی گلک موسیر از محبوبترین ترشیها در ایران و جنوب ایران است. این ترشی از سوغات های شهر کازرون به شمار می رود.

## طرز تهیه
ترشی گلک موسیر را از میوه نشکفته و کال گیاه کِوِرَک  درست می‌کنند. برای تهیه این ترشی، میوه را خرد می‌کنند و در آب می‌خوابانند تا تلخی آن گرفته شود. سپس موسیر و ادویه و فلفل قرمز به آن می‌افزایند و در سرکه می‌جوشانند.